# 旧外地の自治体歌
旧外地の自治体歌（きゅうがいちのじちたいか）では、大日本帝国の外地であった樺太（後に内地へ編入）・朝鮮・台湾・関東州・南洋群島において制定されていた府歌・州歌・庁歌や市町村歌等の自治体歌について解説する。
現在これらの楽曲は全て、制定主体の政府機関・自治体の廃止に伴い公的な自治体歌としては失効している。

## 樺太
- 樺太島歌 - 1938年（昭和13年）制定

作詞：本間一咲 作曲：山田耕筰
樺太庁の庁歌。

### 樺太の自治体歌
豊原市
- 豊原市制謳歌 - 1937年（昭和12年）制定

作詞：赤倉清蔵 作曲：山田栄一
豊原市の市制施行を記念し、樺太日日新聞が歌詞の懸賞公募を実施して制定された。

## 朝鮮
日本統治時代の朝鮮において朝鮮総督府の府歌制定は確認されていないが「新興朝鮮の歌」（選歌・補作：西條八十、作曲：古賀政男）や「皇国青年歌」などの推薦・選定を行っていた。

### 朝鮮の自治体歌
「府」は内地（日本本土）や台湾の市に相当する。
京城府
- 京城府歌 - 1926年（大正15年）制定[1]

作詞：京城府 作曲：大場勇之助
京城府は現在の大韓民国ソウル特別市。レコード盤は1932年（昭和7年）にコロムビアから発売された（品番：26970）。
釜山府
- 釜山府歌 - 1936年（昭和11年）制定

作詞：野口雨情
大邱府
- 大邱府民歌 - 1935年（昭和10年）制定[2]

作詞：黒木周平 作曲：中山晋平
平壌府
- 我等の平壌 - 1932年（昭和7年）制定

作詞：西東十四春 作曲：古関裕而

## 台湾
- 台湾の歌

作詞：内田隆
- 台湾行進曲 - 1938年（昭和13年）10月制定

台湾総督府国民精神総動員本部選定。

### 台湾の州歌
台湾の5州3庁では、日本の県民歌に相当する州歌が一部の州で制定されていた。
台北州
- 台北州歌[3] - 1939年（昭和14年）制定

作詞：台北州選歌 作曲：一條慎三郎
台中州
- 台中州歌

作詞：長野洋子 作曲：福里政男
台南州
- 台南州歌 - 1938年（昭和13年）制定

作詞・作曲：台南州選歌
高雄州
- 高雄州興亜行進曲 - 1939年（昭和14年）制定

作詞：八木光政 作曲：富田嘉明

### 台湾の市歌
台北市
- 台北市民歌 - 1920年（大正9年）制定

作詞：山田勇 作曲：一條慎三郎
台中市
- 台中市歌

作詞：藤見政彦 作曲：礒江清
現在の台中市では「台中市市歌」（作詞：張亦、作曲：林鶴年）が制定されている。
高雄市
- 高雄市民歌 - 1941年（昭和16年）制定

作詞：野口雨情 作曲：岩崎千蔵 編曲：奥山貞吉
現在の高雄市では「高雄市市歌」（作詞：潘力行、作曲：蕭而化）が制定されている。
基隆市
- 基隆市歌

作詞：加藤春城 作曲：一條慎三郎
現在の基隆市では「基隆市市歌」（作詞：楊熾瀧、作曲：梁翰士）が制定されている。

## 関東州
関東都督府および関東庁、関東州庁による州歌制定は確認されていない。

### 関東州の自治体歌
大連市
- 大連市歌 - 1935年（昭和10年）制定

現在の中華人民共和国遼寧省大連市が制定している「大連市歌」（作曲：岩代浩一）とは同名異曲である。

## 南洋群島
- 南洋群島統治歌 - 1935年（昭和10年）制定

作詞：大村要蔵
南洋庁の庁歌。